# Orrmo

Orrmo är en by i Lillhärdals socken, Härjedalens kommun, Jämtlands län. Byn är belägen invid Orrmosjön, cirka 7 km söder om Lillhärdal. Närliggande byar är förutom Lillhärdal också Östansjö, Högen och Åsen.